# Браян Аззарелло
Бра́ян Аззаре́лло (англ. Brian Azzarello; нар. 11 серпня 1962, Клівленд) — американський сценарист коміксів, відомий своєю роботою в DC Comics.

## Життєпис

### Раннє життя
Аззарелло народився 11 серпня 1962 року в місті Клівленд, Огайо, США. Зростав у родині керівниці ресторану та комівояжера. У дитинстві захоплювався коміксами на тему монстрів і війни, однак свідомо уникав жанру супергероїки. Навчався у Клівлендському інституті мистецтв, де студіював живопис і графіку. У 1989 році, після кількох років праці на різних робітничих посадах, переїхав до Чикаго, де зацікавився діяльністю видавництва Black Lizard Press, що спеціалізувалося на перевиданні творів у жанрах детективу та нуару. Там же познайомився з майбутньою дружиною — художницею коміксів Джилл Томпсон, яка на той час співпрацювала з імпринтом Vertigo компанії DC Comics.

### Кар'єра
Аззарелло розпочав свою кар’єру в індустрії коміксів у 1992 році, ставши координатором виробництва у видавництві Comico. Незабаром його підвищили до посади керівного редактора, а згодом — до головного редактора (нерідко в титрах зазначався як line editor), яку він обіймав до закриття компанії у 1997 році. У цей період завдяки своїй дружині Джилл Томпсон він познайомився з Лу Стафісом, редактором імпринту Vertigo компанії DC Comics, який прагнув відійти від типових для імпринту на той час фантастичних сюжетів у дусі фентезі. Згодом Аззарелло був запрошений як автор.
Перші роботи для Vertigo включали низку коротких оповідань для антологічних серій, а також обмежену серію Jonny Double (4 випуски), що ознаменувала початок його співпраці з аргентинським художником Едуардо Ріссо. У серпні 1999 року дует Аззарелло — Ріссо започаткував серію 100 Bullets, виконану в традиції нуарного детективу. Вона тривала протягом ста випусків (1999–2009) і здобула визнання завдяки філігранному використанню діалектів, жаргону та образної, метафоричної мови персонажів. Серед інших проєктів Аззарелло для Vertigo — цикл у серії Hellblazer, вестерн Loveless (2005, у співавторстві з художником Марсело Фрузіном), а також графічний роман Filthy Rich, один із двох релізів, що започаткували лінійку Vertigo Crime у 2009 році.
У 2003 році Аззарелло був залучений до написання історій про Бетмена та Супермена для DC Comics. В інтерв’ю Chicago Tribune він прокоментував: «DC дає мені ключі від обох машин у гаражі — Maserati й Ferrari... Хтось порадив: “Не сідай за кермо напідпитку”». Результатом стали обмежена серія Batman: Broken City (6 випусків) і сюжетна арка Superman: For Tomorrow (12 випусків), яка спершу планувалась як центральна частина великої серії взаємопов’язаних серій (зокрема Lex Luthor: Man of Steel, також авторства Аззарелло). Цей проєкт, неофіційно відомий як Superstorm, зазнав численних виробничих труднощів, через що історія про Лекса Лютора стала самостійною та лише побіжно пов’язаною з For Tomorrow.
У наступні роки Аззарелло продовжив роботу над сюжетами, пов’язаними з Бетменом: зокрема, графічним романом Joker (2008), серією у форматі Wednesday Comics (2009) і обмеженою серією з трьох випусків Flashpoint: Batman — Knight of Vengeance. У квітні 2015 року було анонсовано, що він виступить співавтором продовження з восьми випусків The Dark Knight Returns, під назвою The Dark Knight III: The Master Race, разом із Френком Міллером і художником Енді К'юбертом. Серія, що виходила раз на два місяці, стартувала наприкінці 2015 року. Останньою з його робіт у рамках франшизи став Batman: Damned для імпринту DC Black Label, намальований Лі Бермехо.
Аззарелло також став одним із ключових учасників ініціативи First Wave — нової видавничої лінії, присвяченої персонажам із жанру «pulp», нещодавно придбаним DC Comics, дія якої розгорталась поза межами основної безперервності всесвіту DC. Він написав вступний ваншот Batman/Doc Savage, а згодом і обмежену серію First Wave.
У 2011 році Аззарелло очолив перезапуск серії Wonder Woman у рамках ініціативи The New 52, працюючи в тандемі з художником Кліффом Чіанґом. Вони залишались на проєкті до випуску №35 (грудень 2014 року). У 2012 році Аззарелло долучився до масштабного проєкту Before Watchmen, створивши дві обмежені серії, присвячені Коміку та Роршаху. У 2014 році він став одним зі співавторів щотижневої серії The New 52: Futures End, разом із Джеффом Леміром, Кітом Ґіффеном та Деном Юрґенсом.
У 2016 році Аззарелло та Едуардо Ріссо запустили у видавництві Image серію з дванадцяти випусків Moonshine, яка з 2019 року продовжила вихід як регулярне видання. Загалом серія охопила 28 випусків і завершилася у 2021 році.

## Нагороди
У 2001 році Аззарелло та Ріссо стали лауреатами премії Айснера в категорії «Найкраща серіалізована історія» за арку Hang Up on the Hang Low (випуски №15–18 серії 100 Bullets).